# U.S. Clay Court Championships 1981
U.S. Clay Court Championships 1981 - чоловічий і жіночий тенісний турнір, що проходив на відкритих кортах з ґрунтовим покриттям в Індіанаполісі (США). Чоловічі змагання належали до серії Grand Prix, жіночі - до Toyota Series. Відбувсь утринадцяте і тривав з 3 серпня до 9 серпня 1981 року. Другий сіяний Хосе Луїс Клерк і перша сіяна Андреа Джегер здобули титул в одиночному розряді.

## Фінальна частина

### Одиночний розряд, чоловіки
Хосе Луїс Клерк —  Іван Лендл 4–6, 6–4, 6–2
- Для Клерка це був 6-й титул за сезон і 16-й - за кар'єру.

### Одиночний розряд, жінки
Андреа Джегер —  Вірджинія Рузічі 6–1, 6–0
- Для Джегер це був 3-й титул за сезон і 7-й — за кар'єру.

### Парний розряд, чоловіки
Кевін Каррен /  Стів Дентон —  Рауль Рамірес /  Вен Вінітскі 6–3, 5–7, 7–5
- Для Каррена це був 2-й титул за сезон і 5-й - за кар'єру. Для Дентона це був 2-й титул за сезон і 6-й - за кар'єру.

### Парний розряд, жінки
Джоанн Расселл /  Вірджинія Рузічі —  Сью Баркер /  Пола Сміт 6–2, 6–2
- Для Расселл це був 1-й титул за рік і 2-й - за кар'єру. Для Рузічі це був 1-й титул за рік і 12-й — за кар'єру.